# Костантин Аријанит Комнин
Константин Аријанит Комнин (Италијански: Constantino Cominato Arianiti, Албански: Kostandin Komneni Arianiti; 1456/1457. - 8. мај 1530. године), познат и као Константин Комнин Аријанит,  је био албански племић из 15. и 16. века, војсковођа, дипломата и претендент који је већи део свог живота провео у изгнанству у Италији због освајања његове домовине од стране Османског царства. Константин је настојао да се успостави као вођа међу хришћанским балканским избеглицама у Италији и претендовао је на власт над разним бившим хришћанским земљама у Грчкој, користећи титуле кнеза Македоније, војводе од Ахаје и деспота од Мореје.
Син Ђoрђа Аријанита, албанског властелина који се заједно са албанским народним херојем Скендербегом борио против Османлија, Константин је 1469. године, након смрти свог оца, због своје безбедности одведен у Италију. У Италији је Константина приметио папа Сикст IV који му је обезбедио пензију и брзо је направио успешну каријеру за себе. Године 1489, оженио се Франческом из породице Палеолог-Монферат, огранком византијске царске династије Палеолога, кроз брак са Франческом од Монферата, вероватно ванбрачном ћерком маркиза Бонифација III, маркиза од Монферата. Брак је резултирао повећањем Константиновог богатства и статуса, а такође је отворио пут за његов мандат намесника Монферата, у име Бонифацијевог младог сина маркиза Вилијама IX, од 1495. до 1499. године.
Почетком 16. века, Константин је служио као дипломата папама и будућем цару Светог римског царства Максимилијану I, а обе стране су га сматрале талентованим дипломатом. Након преузимања титула „кнеза од Македоније“ и „војводе од Ахаје“, на које није имао право, 1490-их, Константин је учествовао у разним плановима за организовање експедиција против Османског царства, учествујући у најмање три одвојена плана у вези са крсташким ратом током свог живота. У неком тренутку између 1502. и 1507. године, Константин је преузео титулу 'Деспот Мореје', коју је претходно легитимно користио Андреј Палеолог, још једну титулу на коју није имао генеалошко право. Упркос својој слабој повезаности са овим титулама, Константин је непоколебљиво бранио и, као што се види кроз улоге од којих се очекивало да игра у разним шемама у којима је учествовао, био је спреман да ризикује свој живот да би спровео своје претензије.
Године 1514. од 1515. године, папа Лав X је именовао Константина за локалног гувернера града Фано у Марки Анкони. Снови се нису остварили. Уместо тога, папска пореска политика учинила је да Константин, као представник владе, није волео сој положај, а савремени списи исмевају његово инсистирање на његовим високозвучним титулама. Папа Лав X га је уклонио са функције 1516. године, након побуне локалног становништва, али га је вратио папа Климент VII 1524. године, након чега је Константин управљао Фаном из планинске тврђаве у Монтефјоре Конки до своје смрти 1530. године. Његов једини син, Аријанито Аријанит, наставио је очеве претензије користећи титулу 'кнез Македоније', али се одрекао осталих Константинових титула.

## Биографија

### Порекло и младост
Константин Комнин Аријанит је рођен 1456. или 1457. године, као син Ђорђа Аријанита (или 'Ђерђа Комнина Аријанита'). Константинова мајка била је Пиетрина Франконе из Апулије, ћерка Оливијера Франконеа, арагонског официра у Лечеу. Константин је имао бројну браћу и сестре, укључујући два брата Ђорђа и Тому, и неколико сестара. Преко Ђорђа, Константин и његова браћа и сестре су тврдили да потичу и од албанских и од византијских племићких породица. Ђерђ је био албански војсковођа и господар, управљао је насељима Черминица и Катафиго у околини града Рагузе. Њихова породица, Аријанит, тврдила је да је иста породица као и ранија византијска породица Аријаната, пореклом из Константинопоља; савремени научници различито прихватају или доводе у сумњу ову везу. Користећи презиме 'Комнин', Константинова породица је такође прогласила да је у сродству са царевима из династије Комнина, која је владала Византијским царством 1081–1185. Каснији историчари, као што је Џорџ Френсис Хил, сматрали су да је употреба тог презимена 'лажна асимилација' презимена славне династије.
Аријанити су постајали све утицајнији у Албанији непосредно пре освајања земље од стране Османског царства. Три Константинове сестре биле су удате за веома утицајне личности: његова сестра Ангелина је била жена Стефана Бранковића, деспота српског, његова сестра Гојисава је била жена Ивана Црнојевића, господара Зете, а његова сестра Доника била је жена Албанског народног хероја Скендербега, који је предводио албански отпор Османлијама од 1443. до 1468. године. Њихов отац Ђорђе је био савезник Скендербега против Османлија, иако је такође покушао да свргне Скендербега у своју корист, након што је поражен, помилован и поново примљен као савезник након такве побуне 1456. године. Након смрти и Скендербега и Ђорђа 1468. године, Османлије су полако успевале да сломе албански отпор, успешно инкорпорирајући земљу у своје царство до 1479. године. Током дугог и дуготрајног процеса османског освајања, многи од Албанаца који су изабрали да остану хришћани побегли су преко Јадранског мора у Италију. Међу овим избеглицама био је и Константин, који је 1469. године, у доби од дванаест година, због своје безбедности одведен у Италију.

### Рана каријера и претензије
Константин ће наставити да има успешну каријеру у Италији. У младости га је приметио папа Сикст IV (1471–1484), који му је обезбедио пензију од 32 дуката месечно. Од 1490-их па надаље, Константин је тражио водећу позицију међу многим хришћанским балканским избеглицама у Италији, идући стопама свог оца. Иако је његов отац само тврдио да је повезан са самом Албанијом, Константин је имао шире аспирације и почео је да тврди да је законити владар региона Македоније и Тесалије. Да би учврстио своје претензије, Константин је почео да користи титулу 'Кнез Македоније', а касније је додао и 'војвода од Ахаје', вероватно додајући Пелопонез областима над којима је тврдио да је господар.
Иако се може чинити да претпоставка Константинових грчких титула није ништа друго до бомбастичне и ефемерне претензије, Константин је био непоколебљив у њиховој одбрани и спреман да ризикује сопствени живот у покушају да их претвори у стварност. Године 1494. краљ Шарл VIII од Француске је купио титулу „Цар Цариграда“ од Андреја Палеолога, братанца последњег византијског цара Константина XI Палеолога (1449–1453) и цара и деспота Мореје, као део припрема за крсташки рат (који се на крају никада није догодио). У јесен 1494. године, краљ Шарл VIII и његов дипломата Филип де Комин, који је био Константинов пријатељ, састали су се са Константином у Монферату и договорили план по коме би Константин и Мартин Албаро, бискуп Драча, требало да подигну побуну у Албанији као диверзија за Шарлову инвазију на Османско царство. Записи са ових састанака први пут потврђују Константинове титуле. Константин се очигледно хвалио својим титулама код Комина, наводећи да су његове законите земље, Македонија и Тесалија, „некада биле наследство Александра Великог. Као награду за подстицање побуне у Албанији, Комин се надао да ће краљ Шарл VIII, након победе против Османлија, наградити Константина тако што ће га учинити „краљем Македоније“. Албаро је отпутовао у Венецију да обави припреме, али је план био осуђен на пропаст пре него што је и почео с обзиром да се показало да Албаро није у стању да га чува у тајности и да су информације убрзо процуриле до Османлија. Узбуњена, венецијанска влада је у јануару 1495. године, ухапсила Албара и уверила Османлије да Венеција нема никакве везе са плановима. Константин је у то време такође био у Венецији, али је успео да избегне затвор тако што је побегао бродом у Апулију.
Константин је био у Монферату од 1486. године, у служби своје сестричине маркизе Марије Бранковић, која је била удата за Бонифација III, маркиза од Монферата. У Монферату је упознао и Франческу од Монферата, вероватно ванбрачну Бонифацијеву кћер, којом се оженио 1489. године. Повољан брак је резултирао тиме да је Константин добио сопствени замак и земље, што је значајно повећало његов статус и богатство. Након Бонифацијеве смрти 1494. године, маркиза Марија је постала намесница за свог и Бонифацијевог младог сина маркиза Вилијама IX. Након што је и сама маркиза Марија умрла 1495. године, Константин је постао намесник и старатељ свог рођака. Константиново намесништво у Монферату трајало је пет година. Године 1499, краљ Луј XII од Француске свргнуо је Константина током Другог италијанског рата, због „млакости француске ствари“, и наредио да се затвори у град Новара. Константин је убрзо након тога успео да избегне затвор, побегавши на југ у Пизу где је постављен за војног команданта.

### Папски и Немачки дипломата
Од 1501. године, па надаље, Константин је служио папству као дипломата, путујући између Италије и Немачке. Иако се касније чинило да се мишљење о њему погоршало, Константин је у почетку био веома вешт, пошто постоје записи о томе да је Константин примао похвале и од папа и од Максимилијана I, краља Римљана (који ће касније владати као свети Римски цар 1508–1519). Савремени венецијански историчар Марино Санудо Млађи је забележио да је Константин, осим што је био висок и црнокос, био и вешт говорник. Године 1504. Константина је послао папа Јулије II (1503–1513) као дипломату код краља Максимилијана I. Константинова дипломатска способност до те мере је импресионирала папу Јулија II да му је месечна пензија повећана на 200 дуката и он је стављен на чело одреда папских војника. Преговори у које је Константин био укључен на крају су резултирали формирањем неуспешне Камбријске лиге 1508. године, савеза за супротстављање Османлијама и Венецијанској Републици. Према историчару Џонатану Харису, Константинова умешаност у ове послове илуструје његову спремност да испуни своје захтеве у Грчкој и да претендује на улогу свог оца као анти-османског вође. Чини се да су Константинови савременици поштовали његове претензије на земље у Грчкој, с обзиром на то да је краљ Максимилијан I поменуо Константина као "кнеза од Македоније“ и „војвода од Ахаје“ када га је вратио као дипломату у Рим 1504. године.
Након смрти Андреја Палеолога у јуну 1502. године, Константин је својим титулама додао титулу 'Деспот Мореје'. Нејасно је када је тачно Константин почео да полаже право на ову титулу, иако је то можда почело само неколико месеци након Андрејве смрти с обзиром да се у писму Антонија Ђустинијанија, венецијанског дипломате код Папе, помиње „деспот“ који је командовао коњичком јединицом у октобра 1502. године. Извесно је да је та титула била у употреби до октобра 1507. године, када је ословљен са титулама током његових дипломатских путовања у Немачку. Иако је Константин упознао Андреја Палеолога док је још био жив, они нису били генеалошки повезани, што чини нејасним на основу чега би он могао да тврди да је Андрејев наследник на положају деспота. Можда је своју претензију извео кроз везу са династијом Комнина, или можда кроз брак са Франческом од Монферата. Владарска породица Монферата, династија Палеолога-Монферата, била је далеки Андрејев род, потиче од цара Андроника II Палеолога (1282–1328). На титулу „деспота Мореје“ такође је полагао права Фернандо Палеолог, вероватно ванбрачни Андрејев син.

### Гувернер Фана
Године 1514. или 1515. папа Лав X (1513–1521) поставио је Константина за гувернера града Фано у марци Анкона. Марка Анкона је појас територије окренут према далматинској обали преко Јадранског мора, што га је чинило природном полазном тачком за инвазију на земље Османског царства на Балкану. Вероватно је да је папа Лав X намеравао да га искористи као таквог и именовао је Константина за гувернера Фана у склопу планирања новог крсташког рата. У септембру 1513. године, папа Лав X је први пут после много година издао опрост за крсташки рат, а папа Лав X је усредсредио напоре на промовисање јединства међу европским монарсима. Године 1515. папа Лав X је почео да припрема флоту у Анкони, а 1517. године, су направљени планови да папски контингент исплови из Анконе и састане се са флотама Шпаније, Португала и Енглеске. Кружиле су гласине да је папа Лав X такође понудио да крунише краља Франсоу I од Француске ( 1515–1547) за цара Константинопоља ако пристане да води крсташки рат. Краљ Франсоа I је већ полагао право на ту титулу, наслеђивањем од краља Шарла XII, и забележено је да је јавно истакао своје царско право још 1532. године.
Иако се ни овога пута није догодио крсташки рат, можда је постојао и други практични разлог за Константиново именовање у Фано. С обзиром на близину Марке Анконе балканској обали, регион је, заједно са јужним регионом Калабрије и градом Венецијом, био природна тачка насељавања избеглица из Албаније и Грчке. Лука у граду Анкони била је посебно популарна тачка доласка, и иако су многе избеглице наставиле даље и населиле се негде другде, био је значајан број оних који су остали. До 1520. године, записи показују да је у Анкони живело око две стотине грчких породица. Користећи архитектонске стилове својих домовина и задржавајући традицију и обичаје, избеглице и њихови потомци у Анкони наставили су да негују везе са својом прошлошћу. Иако Константин на крају неће успети да преузме контролу над регионима за које је тврдио да је законити владар, он је можда тежио да га балканске избеглице у Фану и остатку Марке Анконе прихвате као водећу фигуру.
Ако је Константин имао такве тежње, оне нису биле успешне. Константин није био популаран међу људима у Фану, нису га волели не само Италијани већ и Албанци и Грци, који су углавном били незадовољни високим порезима папства због недавних ратова у Италији. Иако то није била Константинова грешка, његове високе титуле су такође биле извор подсмеха међу неким становништвом. У комедији "Ла Кортигиана" савременог аутора, драмског писца, сатиричара и песника Пјетра Аретина, Константинове титуле су у тексту експлицитно исмејане. У раном издању "Куртизане" из 1525. године, релевантни пасус гласи: „Да је племенита крв све што је било потребно да се ода почаст људима који је не заслужују, онда краљ Кипра и принц од Фиосе не би били у таквој сињор Константино би повратио кнежевину Македонију, сматрао би да је испод свог достојанства да буде гувернер Фана касније, уздржаније, издање из 1534. године, гласи „Али ко је племенитији од сињора Константина који је био деспот Мореје и кнез Македоније, а сада је гувернер Фана?“, што је више саркастично и подразумевано, а не отворено, подсмех. Године 1516, мештани Фана су почели да се буне, присиљавајући Константина да побегне у замак. Ова афера је навела папу Лава X да свргне Константина и постави Лоренца де Медичија, војводу од Урбина, за гувернера Фана уместо Константина. Константина је поново именовао за гувернера Фана папа Климент VII (1523–1534) 1524. године. Током свог другог мандата, Константин је живео у оближњем планинском селу Монтефјоре Конка, које му је такође доделио папа Климент VII, уместо у самом Фану, с обзиром да је замак у Монтефјоре Конки био скоро непробојан.
Константин је умро у Монтефиоре Конка 8. маја 1530. године, и сахрањен је у Санти Апостоли или Сант'Агостино у Риму. Две Константинове титуле, „Кнез Македоније“ и „Војвода од Ахаје“, биле су исписане на његовом гробу. Тачна локација његовог гроба није позната. Константинов син Аријанито наставио је очеве тежње и претензије, иако је једина од очевих титула за коју је посведочено да је користио била 'Кнез Македоније'.

## Породица
Са супругом Франческом Палеолог, Константин Аријанит је имао једног сина и шест ћерки. Њихова деце била су:
- Аријанито: служио је као капетан у војсци Папске државе, до своје смрти 16. новембра 1551. године, Аријанито је имао само једну ћерку, па је његовом смрћу окончана мушка лоза породице Аријанит у Италији.
- Андроника, најстарија ћерка, добила је име по тетки по оцу Андроники, краљици Албаније. Удала се за Карла III Тока, деспота од Епира и грофа Палатина од Кефалоније и Закинта. Преко њиховог сина Леонарда iv Тока била је предак каснијим члановима породице Токо. Након смрти деспота Карла III, деспина Андроника се удала за миланског племића Ђорђа Сека.
- Пентезилеја, удата за Александра Дукађина из племићке албанске породице Дукађин.
- Иполита, удата за Занобија де Медичи из италијанске породице Медичи. Поново се удала 1532. године, за Лионела Пија ди Карпија из породице Пио ди Савоја.
- Полисена, удата за Риналда дељи Отони ди Мателица из породице Отони.
- Дејанира, удата за Ђорђа Тривулција из породице Тривулцио.
- Елена, удата за Хуана де Луна, кастелана у Милану.